# Phausis marina
Phausis marina är en skalbaggsart som beskrevs av Kenneth Fender 1966. Phausis marina ingår i släktet Phausis och familjen lysmaskar. Inga underarter finns listade i Catalogue of Life.